# Plagiát
Plagiát je umělecké nebo vědecké dílo, jež někdo jiný než skutečný autor neprávem vydává za své. Taková činnost se nazývá plagiátorství nebo plagiace.

## Definice
Český autorský zákon, na rozdíl například od německého, pojem plagiát nepoužívá a nedefinuje, mezinárodní norma ČSN ISO 5127-2003 jej popisuje jako „představení duševního díla jiného autora, půjčeného nebo napodobeného vcelku nebo zčásti, jako svého vlastního“. Ochrana se týká uměleckého a vědeckého díla, „které je jedinečným výsledkem tvůrčí činnosti“, pokud je nějak objektivně vyjádřeno, ale také překladu, programu, databáze a podobně. Autorský zákon však výslovně říká, že předmětem právní ochrany – a tedy ani plagiace[zdroj⁠?!];  – není „zejména námět díla sám o sobě, denní zpráva nebo jiný údaj sám o sobě, myšlenka, postup, princip, metoda, objev, vědecká teorie, matematický a obdobný vzorec, statistický graf a podobný předmět sám o sobě.“

## Původ a historie
Slovo plagiát je odvozeno od latinského plagiarius, kdo unesl svobodnou osobu do otroctví, což římské právo trestalo bičováním (plaga). Tuto velmi silnou metaforu poprvé použil římský básník Martialis v 1. století, když jakýsi Fidentinus recitoval jeho básně jako své vlastní. Případ souvisí s tím, jak se začaly šířit psané texty a zároveň začali autoři zdůrazňovat dílo jako své vlastnictví. V jiných, méně individualistických dobách zůstávala díla často anonymní, volně se přetvářela a autor dokonce pokládal za úspěch, pokud se jeho dílo šířilo. Ještě pozdně středověká učebnice malířství Cennina Cenniniho považuje za samozřejmé, že začínající malíř bude kopírovat díla vynikajících umělců. Otázka autorství se vyostřila v raném novověku a od 18. století se duševní vlastnictví považuje za samozřejmost.

## Plagiát a citát
Od plagiátu je třeba odlišit citát, který ovšem musí mít podle autorského zákona „přiměřený rozsah“ a pokud to je možné, musí být doprovázen uvedením autora a pramene. To je nezbytné například pro recenzi, ale také pro propagaci díla a podobně. Ve vědeckém a literárním provozu se cituje velmi často, nedbání těchto zásad se však posuzuje přísně, i když přesná hranice může být předmětem sporů. Usvědčený plagiátor ztrácí odbornou autoritu a může být z vědeckého provozu neformálně vyloučen. Zvláště nebezpečný je plagiát recenzenta, který posuzovanou práci pozdrží a její obsah či myšlenky sám uveřejní jako vlastní.

## Plagiáty ve školství
Ve školství, zejména vysokém, se vyskytují plagiáty dvojího druhu:
- Studentské, ať už při jednotlivých zkouškách, nebo zejména u závěrečných prací, které vedou k získání akademického titulu, a to nejčastěji z webu.
- Učitelské, zejména pokud učitel zneužije práci svého studenta a vydává ji za vlastní.

Protože se v poslední době velmi rozšířily, stanoví v některých zemích (Rakousko, Švýcarsko aj.) zákon, že plagiát může být důvodem k vyloučení ze studia a dokonce i k následnému odebrání titulu. Proto český Zákon o vysokých školách předepisuje, že závěrečné práce musí být zveřejněny. Při velkém množství písemných prací je ovšem kontrola velice obtížná. Řada vysokých škol proto vyžaduje odevzdávání prací v elektronické podobě a využívá počítačové metody odhalování plagiátů. Běžně akceptovaným rozptylem je 1–10 % shody. Při vyšší míře shody je práce posuzována jako možný plagiát. Možnost odebrání titulu však není v zákoně jednoznačně stanovena a je předmětem sporů.
V ČR je pro odhalování plagiátů v provozu systém Theses.cz, jenž je provozován Masarykovou univerzitou a který používá přes padesát českých škol. Obdobou je systém Odevzdej.cz, jenž opět provozuje Masarykova univerzita a který slouží ke zkoumání plagiátů v seminárních pracích.

### Komerční plagiátorství
Za komerční plagiátorství označujeme situaci, kdy určitý komerční subjekt (firma) vypracuje za peníze studentskou práci (seminární, bakalářskou, diplomovou apod.), kterou student následně vydává za svou. Tyto formy plagiátorství obvykle systém Odevzdej.cz ani Theses.cz neodhalí, neboť firmy nabízejí zpracování originálního díla. Odhalení takového případu ve škole, je tak v praxi téměř nemožné, neboť vyučující nemá příliš mnoho možností, jak na tento způsob plagiátorství přijít. Zamezit by se tomuto způsobu plagiátorství dalo např. častějšími konzultacemi studentů s vedoucími.

### Běžné typy plagiátů
- Přímé plagiátorství

Přímé plagiátorství je transkripce slova za slovem části práce někoho jiného, bez uvedení zdroje a bez uvozovek. Záměrný plagiát díla někoho jiného je neetický, akademicky nečestný a důvody k disciplinárním jednáním, včetně vyhoštění.
- Vlastní plagiátorství

Znamená to sekundární implementaci dříve psaného a publikovaného díla, částečně nebo úplně, bez odkazu na původní zdroj. Tímto způsobem se stanete zodpovědným za vytvoření duplikátu, který může mít nepříjemné důsledky pro autorská práva. Článek může být například odstraněn ze všech webů, na kterých byl publikován.
- Mozaikové plagiátorství (Mosaic Plagiarism)

K mozaikovému plagiátorství dochází, když si student půjčí fráze ze zdroje bez použití uvozovek nebo najde synonyma pro autorův jazyk při zachování stejné obecné struktury a významu jako originál. Tento druh parafrázování je někdy nazýván „patch patch“, ať už je úmyslný nebo ne, je akademicky nečestný a trestný - i když je uvedena poznámka pod čarou.
- Náhodné plagiátorství

Náhodné plagiátorství je neúmyslné pochybení, které zahrnuje nepřiměřenou reinterpretaci nebo chybnou citaci původního zdroje. Obvykle se vyskytuje v akademickém psaní, protože studenti ne vždy dodržují pravidla týkající se správného odkazování. Neúmyslné plagiátorství může také nastat v psaní beletrie. Stává se to, když se vyjádřené nápady podobají dříve napsaným nápadům jiných autorů v podobném literárním žánru.

### Známé případy
- Zdeněk Sovák, soudce Nejvyššího soudu, Libor Nedorost, člen Nejvyššího státního zastupitelství, a vysokoškolský učitel Vladislav Větrovec, čelili obvinění, že opisovali a publikovali pod svými jmény cizí odborné texty[11][12][13]. Pražský soud však soudní stíhání zastavil, neboť došlo k soudem schválenému narovnání s poškozeným nakladatelstvím a autory. Součástí dohody byl závazek omluvit se ve dvou nejčtenějších právnických periodikách a rovněž, že každý složí částku 100 000 Kč, která měla být použita na pomoc obětem trestných činů[14][15]. Soudce Obvodního soudu pro Prahu 10, Roman Podlešák, k tomu uvedl „Zastavení stíhání je pravomocné, na všechny tři bude hleděno jako na osoby bezúhonné.“[16].

- Diplomová práce Jitky Wiszczorové, která byla i přes to, že komise byla na plagiát upozorněna, obhájena na výbornou v roce 2011 na Vysoké škole podnikání v Ostravě. Škola ignorovala dodané odkazy a argumentovala tím, že systém Theses neodhalil shodu. Převzatých textů je asi 90 %. Členové zkušební komise s reportéry České televize odmítli mluvit; vedoucí práce, jímž byl rektor VŠP Vladimír Krajčík, redaktora ČT osobně vykázal z budovy školy.[17]
- Proděkan Právnické fakulty Západočeské univerzity v Plzni Ivan Tomažič opsal desítky stran své disertační práce. I oponentský posudek disertace, který vypracoval děkan Jaroslav Zachariáš, byl plagiátem.[18]

- Ministr vnitra Milan Chovanec opsal část úvodu své bakalářské práce ze středoškolských maturitních otázek (ZČU).[19]
- Ministryně spravedlnosti Taťána Malá opisovala bez uvedení zdrojů v obou svých diplomových pracích (MZLU, PEVŠ).[20]
- Ministr práce a sociálních věcí Petr Krčál, opsal ve své bakalářské práci až 40 stran textu (UTB),[21] plagiátorství bylo odhaleno též v jeho diplomové práci (UJAK).[22]
- Etická komise Filozofické fakulty UK došla k závěru, že se bývalý prorektor Univerzity Karlovy historik Martin Kovář dopustil plagiátorství, když ve svých několika pracích zveřejněných přibližně během dvou dekád opsal rozsáhlé části. Podle stanoviska etické komise získal tituly docenta a profesora neoprávněně,[23] na prorektorskou funkci rezignoval v prosinci 2018,[24] nadále však působí na VŠE.[25]

- Zdeněk Ondráček, poslanec KSČM, opisoval ve své disertační práci. Dle vyjádření Univerzity Palackého v Olomouci, na níž práci v roce 2011 obhájil, "většinu teoretické části, která tvoří více než polovinu textu, sestavil jako kompilát" z jiných zdrojů, aniž by uvedl, že jde o citace. Ondráček v textu čerpal mimo jiné z bakalářských a diplomových prací jiných studentů.[26]
- Ladislav Kudrna, toho času ředitel Ústavu pro studium totalitních režimů, měl převzít pasáže z jiných publikací v přehledové kapitole své knihy Bojovali a umírali v Indočíně, tato kniha sloužila i coby podklad pro získání jeho docentského titulu.[27]

## Další formy plagiátorství

### Známé případy

#### Zahraniční
- George Harrison byl usvědčen z plagiátorství (pravděpodobně nechtěného) skupiny Chiffons „He's So Fine“ při tvorbě svého hitu „My Sweet Lord“.[28]
- Belgický skladatel Salvatore Acquavivo zvítězil v soudní při proti zpěvačce Madonně, která na albu Ray of Light vydala písničku „Frozen“, která se podobá jeho písničce „Ma vie fout le camp“ z roku 1993.
- Americký raper a producent Timbaland byl v lednu 2007 kritizován, že bez povolení použil hudební modul finského amatérského hudebníka Janne Sunniho v hitu Nelly Furtado „Do It“.

#### České
- Jaromír "Yarda" Helešic, kytarista skupiny Support Lesbiens, použil v písničce In Da Yard motiv starší písničky Jana Kalouska Chodím ulicí.[29]
- Česká televize Nova svůj webový portál téměř beze zbytku okopírovala podle americké televizní stanice CBS.[30]